# Take Ionescu
Take Ionescu (n. 13/25 octombrie 1858, Ploiești, Țara Românească – d. 21 iunie 1922, Roma, Regatul Italiei) a fost un om politic, avocat și ziarist român, care a deținut funcția de cel de-al 29-lea prim-ministru al României în perioada 1921-1922. De-a lungul vieții a folosit mai multe nume (Dumitru G. Ioan, Dimitrie G. Ioan, Dimitrie G. Ionescu, Demetru G. Ionescu, etc.), pentru ca odată cu intrarea în viața politică să se oprească la numele pe care avea să-l folosească până la moarte, Take Ionescu.
Dumitru Ioan (cum a fost trecut în registrul de nașteri) a fost al doilea fiu al familiei de negustori din Ploiești, Gheorghe (Ghiță) și Eufrosina Ioan, care a mai avut alți trei copii: Constantin, Toma și Victor. Studiază la Liceul Sfântul Sava din București, după absolvirea căruia își continuă studiile în Franța, unde absolvă Facultatea de Drept a Universității din Paris (1875-1879), la care obține și titlul de Doctor în Drept cu mențiunea „magna cum laude” (1881), cu teza „De la condition de l'enfant naturel dans la legislation romaine”. Întors în țară a ales să devină avocat, înscriindu-se în baroul de Ilfov.
În anul 1883 și-a început cariera politică în cadrul Partidului Național Liberal, fiind ales deputat pe listele acestuia în Colegiul III-Ilfov. Părăsește Partidul Național Liberal în 1885, devenind membru al grupării liberale  „Dizidența”  alături de Constantin C. Arion, Constantin Dissescu, Alexandru Djuvara, Nicolae Fleva, frații Lecca etc. În urma eșuării diferitelor încercări de refacere a unității PNL, în 1891 Take Ionescu se alătură Partidului Conservator. În 1908 fondează Partidul Conservator-Democrat, al cărui președinte a fost până la moarte.
Pe parcursul carierei sale politice, Take Ionescu a ocupat o serie de poziții ministeriale, cum ar fi  ministru al instrucțiunii publice și cultelor (1891-1898), ministru de finanțe (1904-1907), ministru de externe (1912-1914) și în cele din urmă, președinte al Consiliului de Miniștri (1921-1922). S-a făcut remarcat prin calitățile sale oratorice, căpătându-și în epocă porecla de „Tăchiță Gură de Aur”.
Take Ionescu a activat și în presă, conducând sau colaborând la publicații cum ar fi Românul, Epoca, La Liberté Roumaine, Dreptatea, Timpul, Constituționalul, Conservatorul, La Roumanie, Acțiunea, Universul și Evenimentul. Între 1883-1898 a fost corespondentul ziarului Times la București.
Take Ionescu a fost un susținător al intrării României în Primul Război Mondial, de partea Antantei. De activitatea sa ca ministru de externe se leagă semnarea Păcii de la București din 1913, la sfârșitul celui de-Al Doilea Război Balcanic, precum și punerea bazelor Micii Înțelegeri în 1921. A fost un sprijinitor activ al luptei pentru unitatea națională a românilor din afara granițelor, militând în același timp pentru respectarea drepturilor minorităților naționale.
S-a stins din viață la 21 iunie 1922, la Roma, din cauza unei infecții bacteriene a aortei, căpătată în urma consumării unor stridii infestate. Este înmormântat la Mănăstirea Sinaia.

## Copilăria, educația și formarea

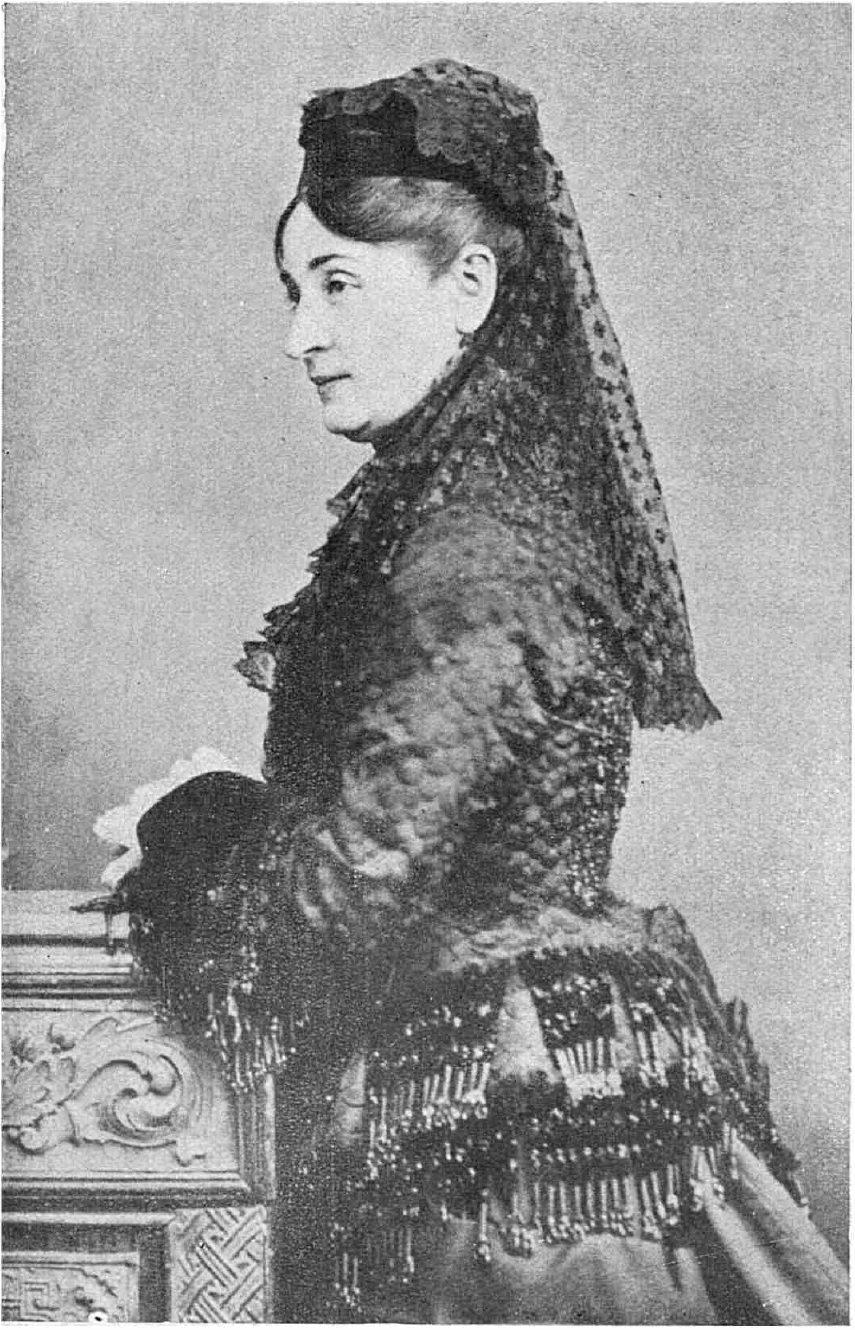
Eufrosina Ioan, mama lui Take Ionescu

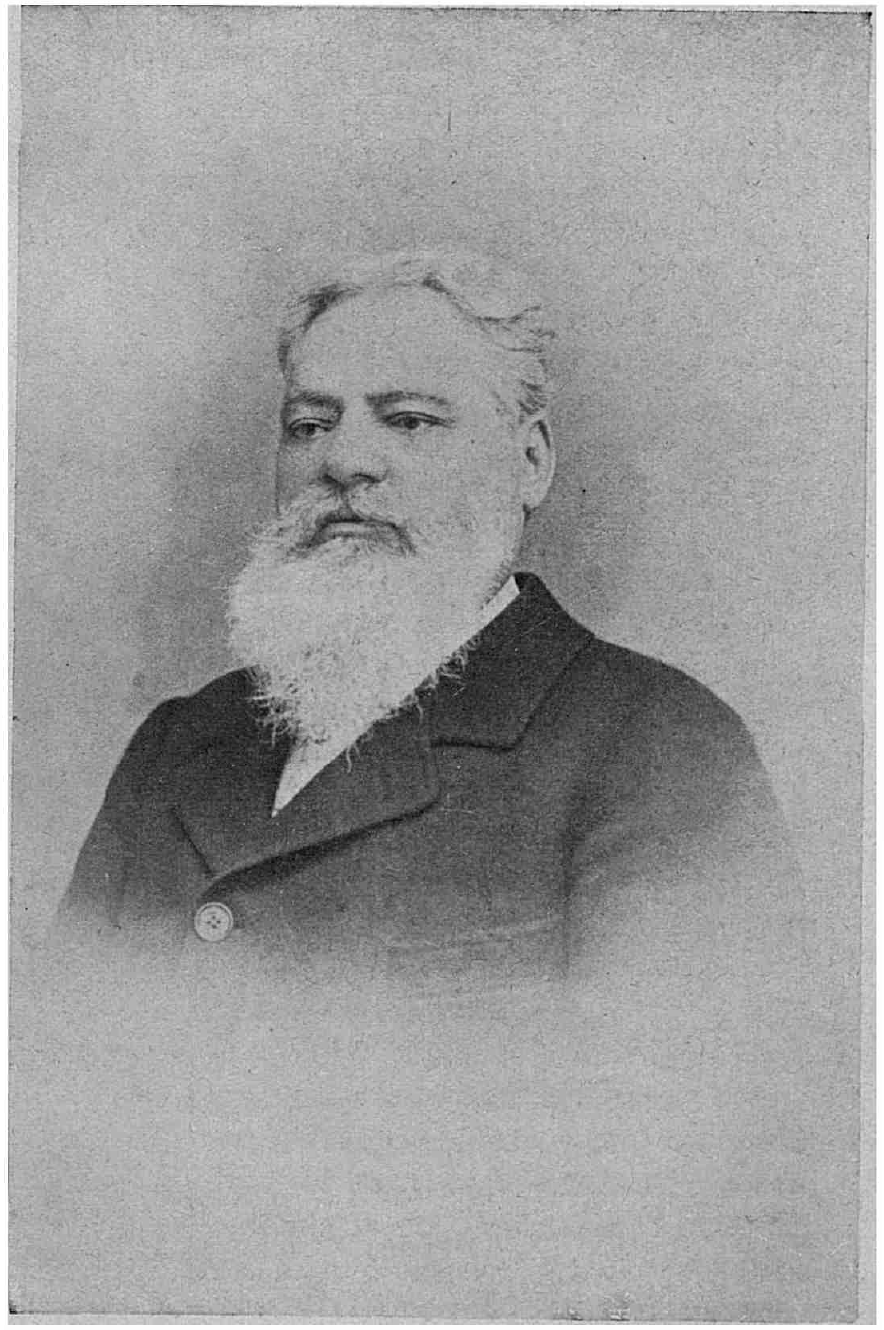
Gheorghe (Ghiță) Ioan, tatăl lui Take Ionescu

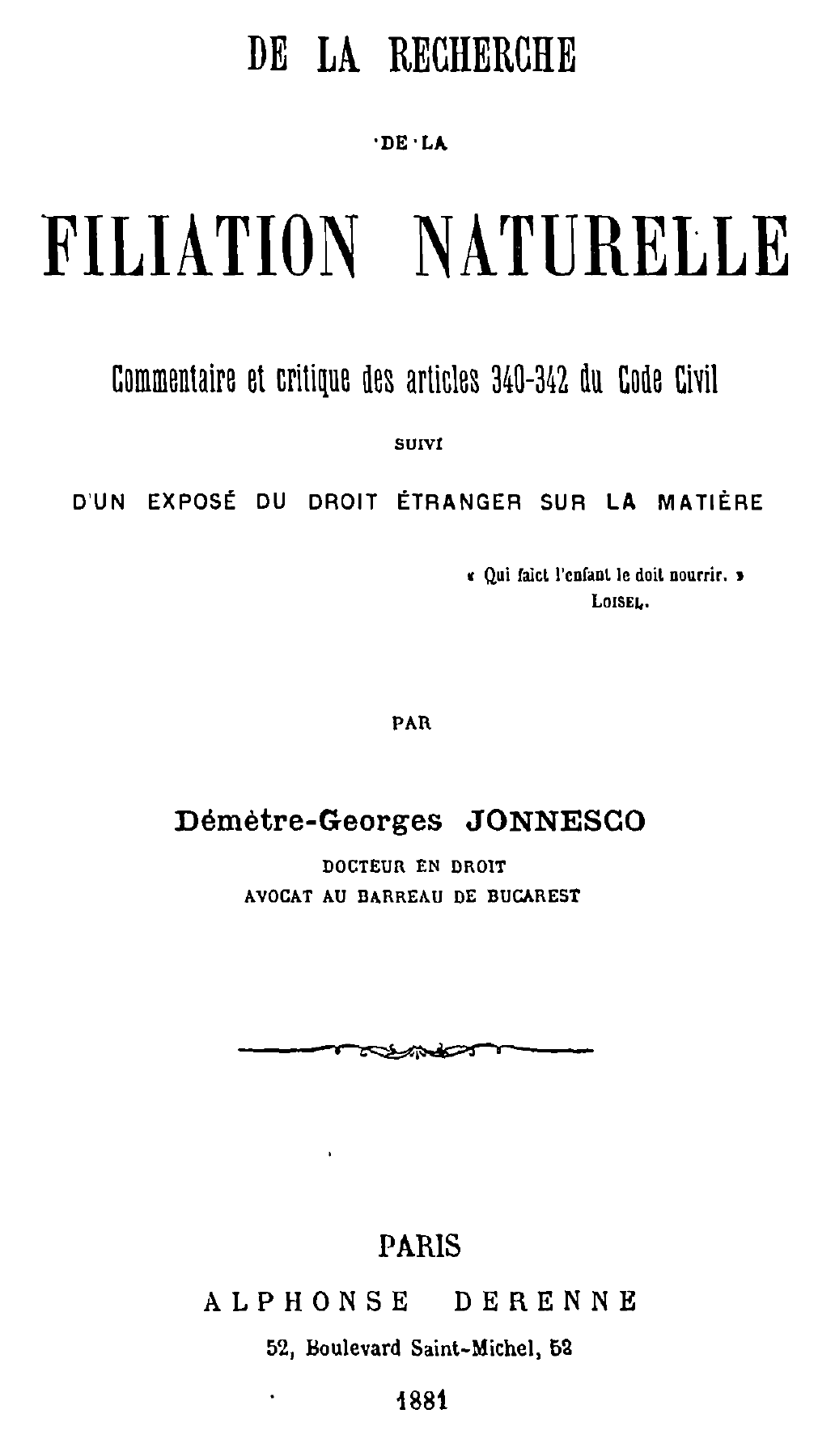
Teza de doctor în drept al Universității din Paris, 1881

Take Ionescu s-a născut în Ploiești, la 13/25 octombrie 1858. Părinții săi au fost Gheorghe (Ghiță) Ioan, negustor de cereale, și Eufrosina, „o femeie foarte frumoasă și inteligentă” care se înrudea cu Ion Heliade Rădulescu. În actul de naștere a fost trecut cu numele Dumitru Ioan. De mic copil a fost numit în familie Dumitrache, de unde provenea diminutivul Take pe care avea să-l adopte mai târziu. Familia mai avea încă trei copii, Constantin, Toma (viitorul mare chirurg Thoma Ionescu) și Victor.:p. 102:p. 9
Tatăl, Ghiță Ioan, temperament autoritar și impulsiv, activ și întreprinzător, era concentrat asupra nevoilor negustoriei cu cereale, lăsând în totalitate în grija soției creșterea copiilor.:p. 14
Familia mamei lui Take Ionescu era de origine aromână, din Macedonia, stabilită la începutul secolului al XIX-lea în Imperiul Habsburgic. Tatăl Eufrosinei fusese ofițer de cavalerie în armata austriacă.:p. 14
La vârsta de cinci ani este înscris la școala primară din Ploiești, dar trebuie să întrerupă cursurile în vara anului următor când cade victimă epidemiei de holeră care a afectat orașul în 1864.:p. 15
În toamnă a reînceput cursurile primare, dar a fost silit din nou să le întrerupă. Afacerile lui Ghiță Ioan nu au mai mers, acesta fiind nevoit să declare falimentul. Totodată acesta a decis să se mute cu întreaga familie la București, închiriind o locuință modestă.:pp 19-20
În toamna lui 1864 Take este înscris de tatăl său la pensionul „Geaniloni” din București, pentru a termina clasele primare. La terminarea cursului primar în 1869 este admis la Liceul Sfântu Sava, prin concurs de bursier, ocupând primul loc. Termină cei patru ani ai cursului inferior în numai doi ani, astfel încât în 1871 începe cursul superior, pe care îl va absolvi în 1875, fiind clasat primul la examenul de bacalaureat.:p. 102:pp 10-12
Ghiță Ioan, care voia să asigure copiilor săi un viitor strălucit, i-a trimis pe cei trei copii mai mari (Constantin, Take și Toma) la Paris, ca să studieze dreptul, iar mezinul Victor, exmatriculat din Școala Militară din București în urma unui incident disciplinar, a fost înscris la Școala Militară de Cavalerie de la Ypres (Belgia).:p. 14
În toamna anului 1875 Take Ionescu a plecat la Paris, unde s-a înscris la Facultatea de Drept. La Paris a locuit timp de 6 ani în Cartierul Latin, pe strada Bonaparte nr 72. Acolo a legat prietenii de-o viață cu viitoare personalități ale societății românești, cum ar fi: Grigore Andronescu, Constantin C. Arion, Constantin Dissescu, Alexandru Djuvara și Alexandru Marghiloman.
În anul 1879, după ce a trecut toate examenele, a obținut licența în drept cu lucrarea „De la condition de l'enfant naturel dans la législation romaine”. În luna mai 1881 a susținut examenul de doctor în drept cu teza „De la recherche de la filiation naturelle”, obținând titlul cu mențiunea „magna cum laude”.:pp 22-27
Take Ionescu, fiul unui negustor și om de afaceri ploieștean, făcuse școala secundară la București, așa încât, față de boierii din generația sa, el poate fi considerat ca un produs al organizației noastre școlare, în ce este bun: inițierea în rosturile țării, cunoașterea oamenilor ei, dar și în ce este mai puțin bun: o oarecare lipsă de disciplină intelectuală, de formațiune a unui caracter cu totul ferm, care se capătă în contact cu civilizațiile bătrâne.:pp 41-42
--- Nicolae Iorga, Supt trei regi

## Viața personală și de familie

### Căsătoria cu Elisabeth Richards

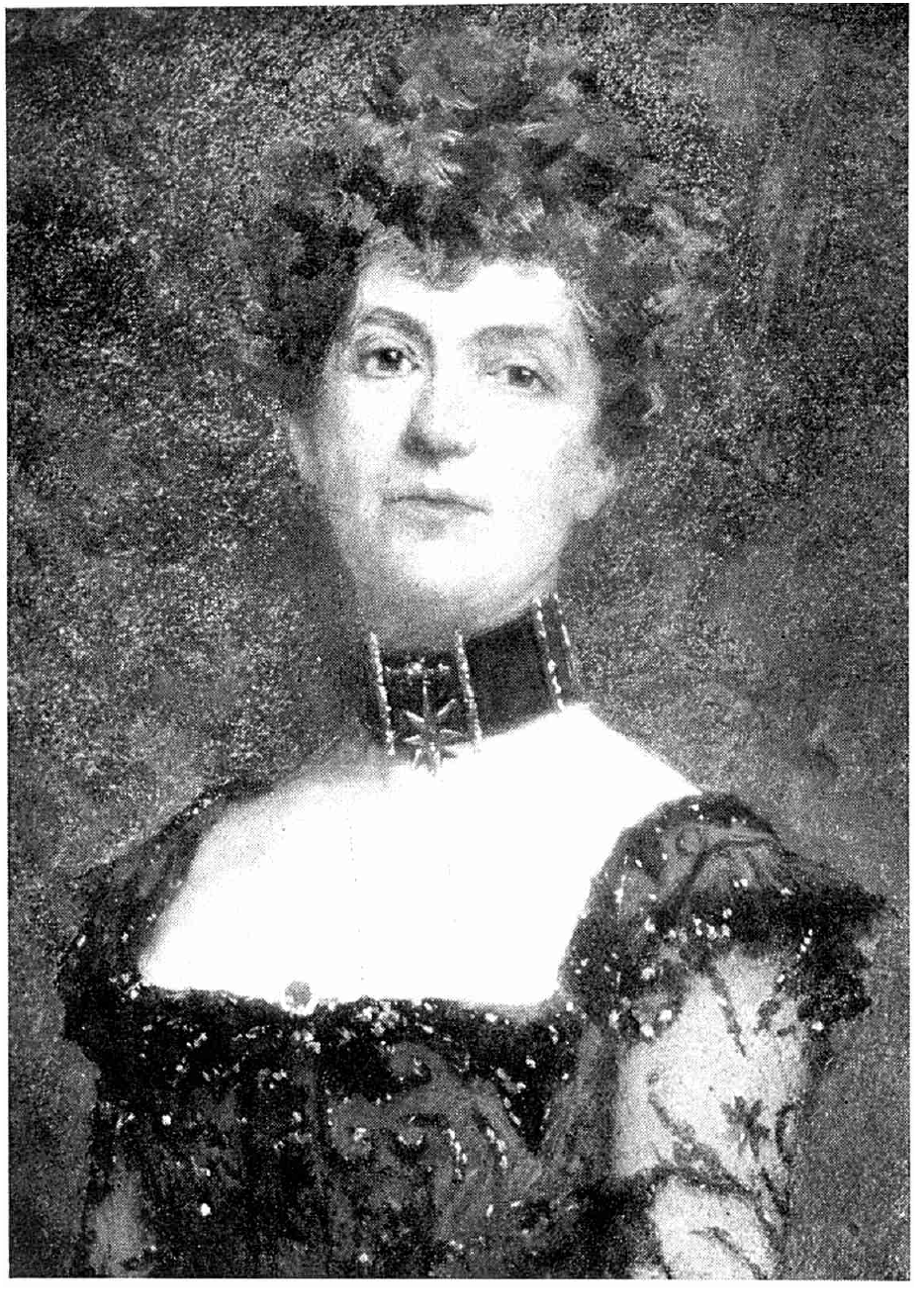
Elisabeth (Bessie) Richards, prima soție a lui Take Ionescu, la vârsta de 40 de ani (portret de George Demetrescu Mirea)

După o iubire platonică pentru o doamnă mai învârstă din înalta societate bucureșteană, în vara anului 1879 Take Ionescu o cunoaște pe viitoarea sa soție, la un concert de binefacere la cazinoul municipal din Aix-les-Bains. „M-elle Bessie Richards, de Londre” cum apărea pe afiș, era „o fată blondă de 17 ani, cu parul afânat, cu ochii mari albaștri. O fată de bună familie, cu o educație din cele mai alese, dar fără avere.”:pp 36-43
Părinții lui Take Ionescu, care doreau ca fiul lor să se însoare cu o fată de condiție înaltă și cu stare, se opun categoric, dar nu reușesc să împiedice căsătoria, motiv pentru care îl dezmoștenesc pe Take și încetează relațiile cu el pentru mulți ani. Căsătoria cu Elisabeth (Bessie) Richards s-a oficiat în Anglia, pe 13 noiembrie 1881, la Brighton și pe 19 noiembrie în biserica greco-ortodoxă din Londra.
Bessy era o femeie foarte inteligentă și foarte frumoasă în tinerețe. Păstrase, mulțumită călăriei, o siluetă subțire și tânără.
De-a lungul celor 35 de ani de căsătorie, aceasta nu s-a implicat în viața publică, rămânând o prezență discretă. A făcut parte din diferite asociații și societăți de binefacere. Astfel Bessy și Take au fost fondatori Societății Carpatina din Sinaia, creată în 1893 împreună cu fostul stareț al Mănăstirii Sinaia, Arhimandritul Nifon, a cărei activitate va fi continuată de Secția Alpină a Bucegilor în perioada interbelică.
Bessie a manifestat o anume înclinare spre socialism. Adversarii politici ai lui Take Ionescu afirmau chiar că este socialistă. Cert este că a fost abonată permanent la organele de presă ale mișcării socialiste, Munca și Lumea Nouă.
Odată cu începerea războiului, Bessie Ionescu a plecat la Iași și apoi la Londra. În ianuarie 1918 publică în ziarul The Observer un articol despre tragedia României acelor vremuri.:pp 289-287
Bessie Ionescu moare în aprilie 1918, la vârsta de 60 de ani, în urma unui stupid accident de călărie pe Rotten Row în Hide Park.:p. 426
Atmosfera din reședința familiei Take Ionescu a fost surprinsă foarte bine de I.G. Duca:
Casa lui Take Ionescu, ce curiozitate și ce simbol! Jos, camera de așteptare, intrarea, până și sufrageria ticsite de lumea cea mai neașteptată, diplomați cunoscuți, senatori respectabili, deputați grăbiți, ariviști de tot felul, clienți bogați, ziariști serioși sau lihniți, șantajiști de meserie, solicitatori de rând, văduve, orfani, bancheri, cămătari, femei suspecte, toată zgura politicianismului român. [...] Porțile Orientului în toată oroarea lor și, desigur, cel mai tipic colț al Bucureștilor antebelici.
Sus, liniște și seninătate. D-na Bessie Ionescu, înconjurată de câteva englezoaice și de nenumărați câini, citind, cântând la pian și ocupându-se cu o britanică tenacitate de protecția animalelor. Occidentul în toată splendoarea lui, un colț al civilizației Angliei pripășit pe malurile Dâmboviței. O scară numai despărțea aceste două lumi, între care în realitate erau atâtea secole de credințe, de lupte și de vitregii deosebite.:pp 111-112

### Căsătoria cu Adina Cordescu (Olmazu)

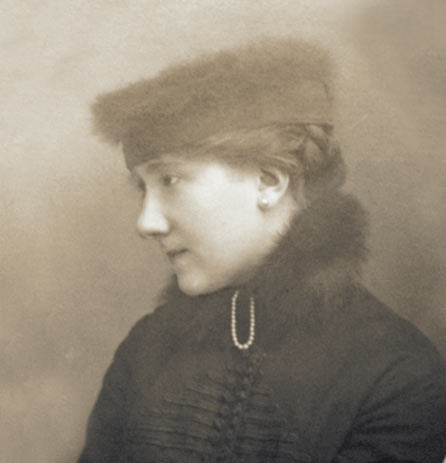
Adina, cea dea doua soție a lui Take Ionescu

În urma decesului soției sale în aprilie 1918, Take Ionescu s-a recăsătorit cu Adina Cordescu, născută Olmazu, cu 33 de ani mai tânără decât el. Adina, cea de-a doua soție a lui Take Ionescu, provenea dintr-o familie de mici boieri buzoieni, înrudiți cu Constantin Sărățeanu, membru al Regenței de la sfârșitul anilor ’20. Take Ionescu și Adina Olmazu nu au avut copii, dar există surse conform cărora actorul Mircea Șeptilici ar fi fost fiul natural al ilustrului politician.
După moartea lui Take Ionescu, Adina a devenit doamnă de onoare a Reginei Maria, calitate în care a servit până în anul 1929, când s-a recăsătorit a treia oară. Adina Ionescu a încetat din viață la București în 1975 la vârsta de 84 de ani. În 1929 s-a recăsătorit cu principele polonez Jean Korybut Woroniecki.
Datele despre locul și data încheierii căsătoriei cu Adina nu sunt foarte clare, existând și opinii că ea nu a existat de fapt, relația fiind doar una de concubinaj.(vezi pe larg la secțiunea „Controverse, neclarități și incertitudini”)
Idila dintre Take și Adina Cordescu a început în iarna lui 1916, pe timpul refugiului de la Iași, și avea să se transforme într-o pasiune fulgerătoare, pentru care Take Ionescu și-a pus în joc chiar cariera politică. Astfel la începutul lui 1917, Take Ionescu, deși vice președinte al Consiliului de Miniștri, cere o „învoire” de la Ionel Brătianu pentru a merge la Odessa, sub pretextul întâlnirii cu noii conducători ruși de acolo. Scopul adevărat era însă acela de a se întâlni cu doamna Cordescu, aflată în refugiu cu familia în respectivul oraș. Ion G. Duca prezintă astfel episodul:
Take Ionescu era nerăbdător să-și revadă viitoarea sa soție, pe doamna Adina Cordescu. De la Odessa ne venea știrea că Take Ionescu se exhiba pretutindeni cu obiectul pasiunii sale. Firește aceste atitudini provocau inutile comentarii și aprecieri displăcute. «Țara este în nenorocire și miniștrii bătrâni petrec și se țin de aventuri amoroase!»:pp 228-229
Adina Take Ionescu (cum era numită oficial în societate), împreună cu arhitectul Petre Antonescu, este cea care face în 1924 diligențele necesare pentru amenajarea capelei funerare din incinta mânăstirii Sinaia, după obținerea, cu sprijinul lui Nicolae Titulescu, a aprobărilor de la guvern și Eforia Spitalelor Civile (de care aparținea mănăstirea). Adina se va preocupa și de mormântul primei soții a lui Take Ionescu, Bessie, aflat în Hove (lângă Brighton), plătind anual taxa de 22 lire sterline pentru întreținerea acestuia. De asemenea, în 1928 Adina a donat biblioteca juridică a lui Take Ionescu către baroul de Ilfov.:pp 10-11

### Reședințele familiale

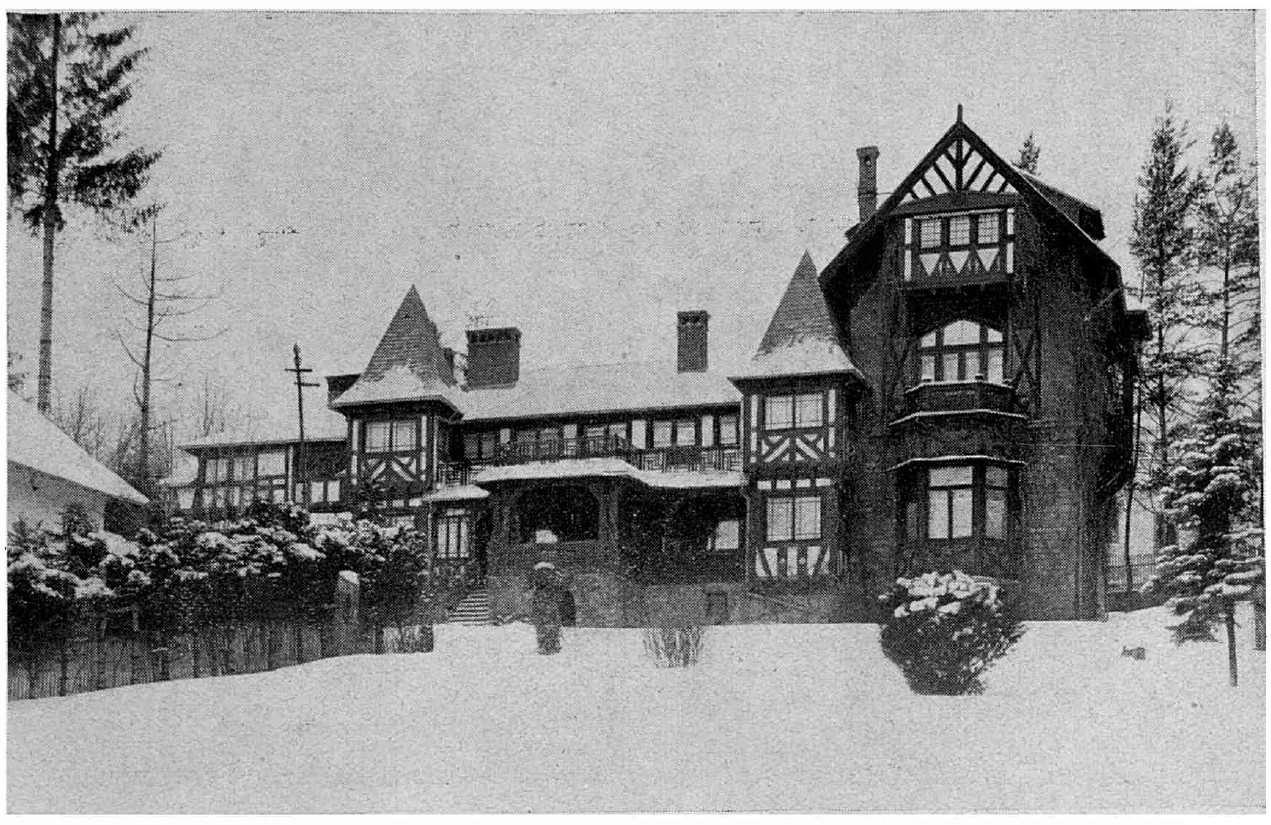
Vila de la Sinaia

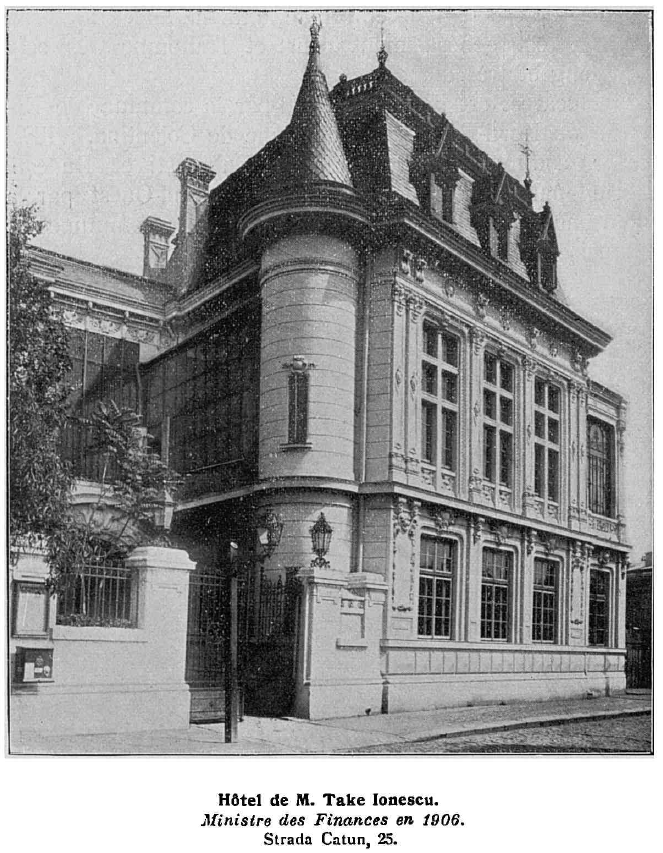
Reședința din București

După revenirea în țară la absolvirea studiilor în Franța, în luna decembrie 1881, tinerii căsătoriți s-au instalat într-un apartament modest, închiriat în casele „Holbrich”.:p. 33
Familia Take Ionescu a locuit cu chirie până în anul 1897, când a achiziționat prin licitație publică, pentru suma de 83.000 de lei, casa Porumbaru din strada Cătun, pe care o vor extinde și i-au refăcut fațada, baza planurilor arhitectului elvețian Louis Blanc.
Între timp, în anul 1893, Take Ionescu cumpără o locuință modestă în Sinaia, pe care o renovează în anii 1894-1895. Locuința, botezată „Vila Negoiu”, va servi ca reședință de vară pentru familie pe tot parcursul vieții.:p. 139

## Activitatea politică

### Membru al Partidului Național Liberal
În 1881, la revenirea țară după finalizarea studiilor la Paris, Take Ionescu decide să intre în viața politică. Contextul istoric era unul care făcea dificil succesul politic al unui tânăr, fără situație materială și relații cu mai marii zilei. Existau doar două partide, liberalii, care se uzaseră deja într-o guvernare prelungită, și conservatorii, care nu reușeau să-și găsească locul într-o societate aflată în plin proces de modernizare. Așa cum avea să spună mai târziu „când am debutat în politică, totul era împotriva mea».”:pp 22-23

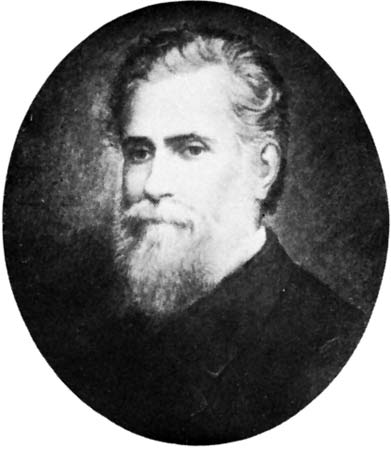
Ion C. Brătianu, președintele PNL

În 1884, confruntat cu o mișcare contestatară în interiorul propriului partid, în fruntea cărei se aflau propriul frate, Dimitrie Brătianu, și Mihail Kogălniceanu, primul ministru Ion C. Brătianu decide să facă o mișcare de „întinerire” a partidului cu dublul scop de a reduce influența vechilor personalități ale partidului și de a-și asigura o nouă garnitură de discipoli credincioși și îndatorați lui. El a oferit locuri eligibile pe listele electorale, pe un grup de tineri recent întorși de la studii din străinătate, din care făceau parte Take Ionescu, Costică C. Arion, Nicolae Fleva, Alexandru Djuvara, frații Leca etc.:p. 41:pp 24-25
La alegerile generale din 1884, Take Ionescu este ales, pentru prima oară, deputat pe lista Partidului Național Liberal, în colegiul III Ilfov (ales de țăranii cu drept de vot conform sistemului de vot cenzitar). După cum remarca Nicolae Iorga „avocatul Take Ionescu, a devenit, prin talent, factor important într-un partid de boieri.”:p. 20 
În condițiile întețirii atacurilor interne la adresa primului ministru Ion C. Brătianu, grupul tinerilor liberali, presupunând că zilele guvernului sunt numărate, după numai opt luni, la începutul anului 1885 părăsesc Partidul Național Liberal, formând un grup numit „Dizidența” alăturându-se totodată forțelor atât liberale cât și conservatoare care luptau pentru răsturnarea guvernului.:p. 26,40
Constantin Bacalbașa consideră că motivația lor era una pur carieristă „Take Ionescu nu avea drept ideal ca să se facă apostolul unor idei, ci spre a-și face cât mai repede o carieră politică”.:p. 42 În fond, cu intrarea și ieșirea precipitată, chiar cu resentimente din PNL, Take Ionescu a comis prima mare greșeală politică a carierei sale, pe care neavând tăria de a o recunoaște, își justifica gestul prin rațiuni considerate de el morale și politice. „În realitate rațiunile erau determinate de ambiții personale, urmărind o carieră rapidă.”:p. 33
Participarea la acțiunile „Dizidenței” liberale și ale „Opoziției Unite”
În următorii ani, Take Ionescu și gruparea „Dizidența” s-a menținut pe o linie antiguvernamentală, fără însă a se alia cu opoziția conservatoare. La 15 noiembrie 1887, acasă la Take Ionescu, a avut loc întrunirea de constituire a ceea ce s-a numit în epocă „Opoziția Unită”, având ca scop imediat răsturnarea guvernului Ion Brătianu. Aceasta era o adunătură eterogenă formată din opozanții liberali de toate nuanțele (Take Ionescu, Fleva, Arion, Djuvara, Lecca), foștii junimiști trecuți de partea lui Lascăr Catargiu (frații Negruzzi, Vasile Pogor, Dumitru Rosetti, Ion Diamandi), precum și gruparea lui Petre Carp (Maiorescu, Marghiloman, Laurian, Stroici și Nica).:p. 360
La 19 decembrie 1887, Ion C. Brătianu a dizolvat Parlamentul ca urmare a expirării mandatului legal de 4 ani, și în urma alegerilor din 25 ianuarie 1888, guvernul obține din nou majoritatea, dar „Opoziția Unită” va reuși să obțină un număr de 54 de locuri, majoritatea fruntașilor opoziției reușind să intre în Parlament cu toate presiunile și mașinațiunile guvernului.:p. 361
La 23 martie 1888, în urma represiunii violente a manifestațiilor Opoziției Unite dar și a izbucnirii și răspândirii cu repeziciune a unor revolte țărănești, guvernul Ion C. Brătianu își prezintă demisia. Pentru calmarea situației, regele Carol I va însărcina pe junimistul Theodor Rosetti să formeze un guvern de moderați.:p. 126
Take Ionescu a candidat ca liberal dizident la Colegiul II Dolj pentru Camera Deputaților.  Deși a fost combătut violent de către agenții guvernamentali, care l-au acuzat ca fiind „spion țarist”, „corupător al alegătorilor” sau „om fatal care lasă în urma sa doar ruine”, el a reușit să câștige alegerile obținând 406 voturi dintr-un total de 780.:p. 47
După restabilirea ordinii în țară, în septembrie 1888, Parlamentul este dizolvat și se organizează din nou alegeri. Opoziția Unită, care își atinsese ținta, debarcarea guvernului Brătianu, se dezmembrează. Conservatorii conduși de Lascăr Catargiu aliați cu gruparea liberală condusă de George Vernescu, obțin majoritatea. Take Ionescu reușește, tot ca liberal disident, să fie din nou ales în același colegiu din Craiova.:p. 91
Perioada 1888-1891 a fost una de instabilitate politică, electoratul fiind chemat de trei ori la urne și cinci guverne perindându-se la cârma țării. Și pentru Take Ionescu perioada a fost una dificilă. El a realizat că după destrămarea „Opoziției Unite”, dizidența liberală de care aparținea ajunsese într-o fundătură politică. La alegerile din 1891 nu mai reușește să intre în parlament. Trebuia să ia o decizie și nu avea decât două posibilități: să se reîntoarcă în Partidul Național Liberal, suportând resentimentul și ranchiuna foștilor tovarăși, sau să intre în Partidul Conservator, cu riscul de a avea un statut secundar și umilitor, din cauza originii sale modeste. La insistențele prietenului său Alexandru Lahovary decide să se alăture conservatorilor.:pp 54-58

### Membru al Partidului Conservator

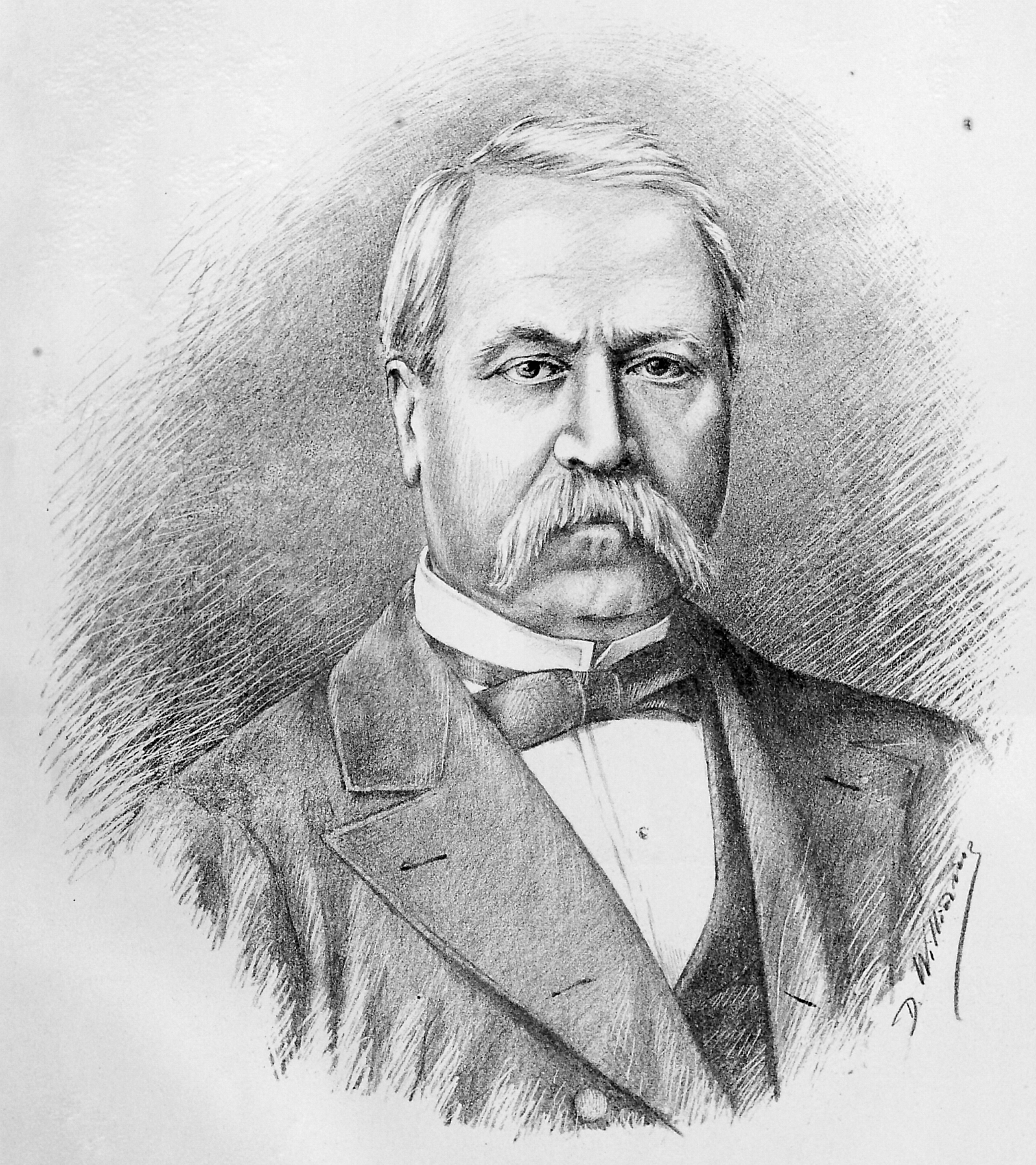
Lascăr Catargiu, președintele Partidului Conservator

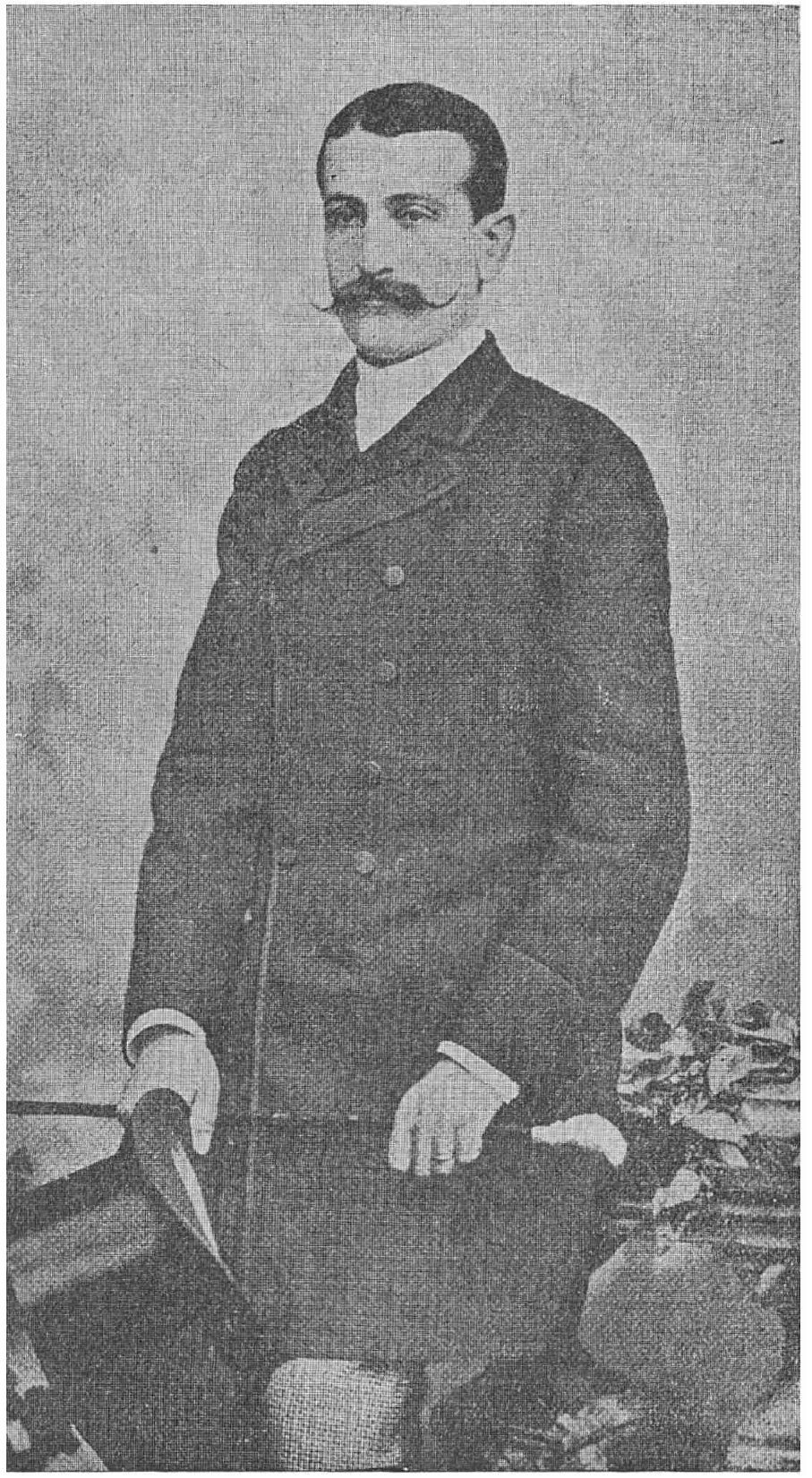
Take Ionescu ca ministru al cultelor și instrucțiunii publice

Ministru al cultelor și instrucțiunii publice - 1891-1895
La 18 decembrie 1891, la vârsta de 33 de ani, Take Ionescu ocupă prima sa funcție ministerială, aceea de ministru la Ministerul Cultelor și Instrucțiunii Publice, în guvernul Lascăr Catargiu.:p. 127
Titu Maiorescu, deși manifestase rezerve serioase, atât față de trecutul liberal cât și față de acțiunile ulterioare în cadrul Partidului Conservator ale lui Take Ionescu, are cuvinte elogioase despre activitatea sa pe timpul acestui mandat. „Tânărul ministru se distinge printr-o rară aptitudine de asimilare și ajunge curând să stăpânească resortul ce i se încredințase. [...] în cel mai scurt timp a știut să ocupe un loc de frunte printre oamenii politici ai generației dale.”:p. 5
Pe timpul ministeriatului său au fost adoptate o serie de legi importante în domeniu, cum ar fi: Legea asupra organizării administrației centrale a Ministerului Instrucțiunii Publice și Cultelor (1892), Legea învățământului primar (1893), Legea clerului mirean și a seminariilor (1893) și reglementarea pentru  fixarea parohiilor (1894).:p. 5
Primul mandat ministerial a lui Take Ionescu a fost marcat de două probleme politice majore  .
Prima a fost sprijinul pentru românii din Imperiul Austro-Ungar. Take Ionescu, fără știrea niciunui din membrii guvernului, a alimentat în secret, din fondurile ministerului, lupta românilor ardeleni de eliberare națională.:pp 153-155
Această practică a lui Take Ionescu avea să fie „demascată” public de către noul șef al Partidului Național Liberal, Dimitrie A. Sturdza. Gestul lui Sturza a uimit întreaga clasă politică, deoarece toate guvernele procedaseră tacit în același mod, el punând într-o situație stânjenitoare atât guvernul cât și pe beneficiarii ardeleni.:p. 94

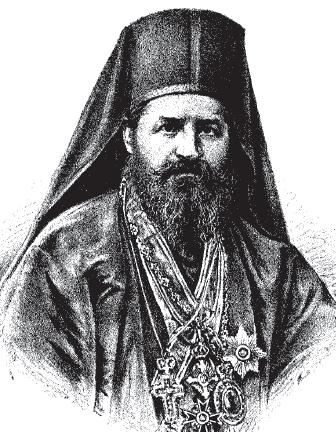
Mitropolitul Ghenadie Petrescu

A doua problemă a fost înlocuirea mitropolitului primat Iosif Gheorghian cu Ghenadie Petrescu, afacere care a clătinat din temelii Biserica Ortodoxă Română și s-a sfârșit peste trei ani cu caterisirea lui Ghenadie și demisia primului ministru, Dimitrie A. Sturza.
Legea clerului mirean, dorită de guvernarea conservatoare, aducea bisericii avantaje și dezavantaje. Punea ordine în chestiuni nereglementare de când veacul. În același timp, consfințea dependența bisericii de stat. Iosif Gheorghian, mitropolit al Țării Românești și apropiat al opoziției liberale, n-a fost de acord cu adoptarea legii în varianta propusă de guvern. Astfel, a demisionat din înalta demnitate. Take Ionescu și guvernul conservator au pornit să caute un prelat mai sensibil la inițiativele puterii. L-au găsit în persoana lui Ghenadie Petrescu, episcop al Argeșului.
Titu Maiorescu considera acțiunea lui Take Ionescu ca fiind o „greșeală” menționând că „motivele care au îndemnat pe Take Ionescu să facă acest lucru sunt necunoscute, dar în tot cazul alegerea s-a dovedit a fi fost rea.”:p. 173 Ministrul Take Ionescu a propus, iar guvernul și parlamentul a aprobat abrogarea unei prevederi legale, ce nu permitea numirea lui Ghenadie. Prin aceste manevre politicianiste și în disprețul legii, conducerea politică de stat a reușit practic să își aducă biserica în subordine. „Îndoită greșeală și prin abrogarea unei legi bune, și prin propunerea unei alegeri proaste".:p. 79
Disensiunile interne din interiorul Partidului Conservator, dintre vechii conservatori și junimiști au culminat cu părăsirea de către aceștia din urmă, în frunte cu Petre P. Carp, a partidului și guvernului. Pierzând majoritatea parlamentară și refuzându-i-se de către regele Carol I dizolvarea Parlamentului, Lascăr Catargiu prezintă demisia guvernului său pe 3 octombrie 1895, fiind înlocuit în aceeași zi de un guvern liberal condus de Dimitrie A. Sturdza. La alegerile organizate de noul guvern Take Ionescu nu a reușit să fie ales.:p. 95
Reușește să reintre în parlament cu ocazia unor alegeri parțiale desfășurate la începutul lui 1897 când este ales deputat de Teleorman.:p. 17
Ministru de finanțe - 1900

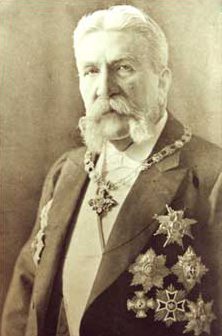
Gheorghe Grigore Cantacuzino, președintele Partidului Conservator

La 31 martie 1899 moare pe neașteptate Lascăr Catargiu, chiar în momentul în care regele Carol I semnase decretul de numire a sa ca Președinte al Consiliului de miniștri, în locul lui Dimitrie A. Sturdza care demisionase în aceeași zi.:p. 225 Nu se știe dacă Lascăr Catargiu l-ar fi desemnat ca succesor, dar decesul acestuia a fost o lovitură puternică pentru Take Ionescu, rămas fără cel mai puternic și influent protector politic al său. Moartea prematură a lui Lascăr Catargiu și alegerea lui Gheorghe Grigore Cantacuzino ca președinte al partidului au reprezentat începutul sfârșitului visului lui Take Ionescu de a obține șefia conservatorilor, vis care s-a năruit definitiv în 1907, odată cu alegerea ca președinte a lui Petre Carp.:pp 112-114
La 11 aprilie 1899 se constituie guvernul conservator condus de Gheorghe Grigore Cantacuzino, în care Take Ionescu ocupă din nou funcția de ministru la Ministerul Cultelor și Instrucțiunii Publice.:p. 128
Guvernul s-a confruntat încă de la început cu efectele celei mai mari crize economice pe care o cunoscuse România până atunci. Criza s-a accentua sub guvernarea conservatoare, din cauza unei secete severe care a compromis complet producția agricolă a anului 1899, precum și a „ineficienței și nepriceperii guvernului de a remedia criza financiară care bântuia în țară și care amenința să ia proporții dezastroase.”:p. 229
Pentru a face față situației, la 9 aprilie 1900, guvernul este remaniat, Take Ionescu înlocuindu-l la Ministerul Finanțelor pe generalul Manu, depășit de situație. Take Ionescu preia gestiunea unui deficit bugetar fără precedent, având ca sarcină imediată echilibrarea acestuia.
Măsurile adoptate de guvern la propunerea ministrului de finanțe au constat în: introducerea a 11 noi taxe și impozite, înstrăinarea unor părți importante din activele și participațiunile statului, concomitent cu reduceri semnificative de personal și diminuarea severă a cheltuielilor cu serviciile publice.:pp 32-47
Rezultatul acestor măsuri de austeritate a fost unul aproape catastrofal pentru economia României. Bugetul întocmit de Take Ionescu s-a încheiat cu un deficit de 35 de milioane lei, aproape dublul celui mai mare deficit înregistrat până atunci în istoria țării și care nu va fi depășit decât de deficitul bugetului anului 1917, când țara se afla în război cu două treimi din teritoriu sub ocupație.
Ele au dus, după numai șase luni de aplicare, la intrarea crizei economice în faza sa acută, în ultimele zile ale lunii iulie 1900, determinându-l pe rege să demită guvernul, la 7 iulie 1900, și să-l înlocuiască cu un guvern junimist condus de Petre Carp.:p. 128
Lupta pentru șefia Partidului Conservator - 1900-1907
În următorii 10 ani preocuparea principală a lui Take Ionescu a fost de a câștiga șefia Partidului Conservator. Pentru atingerea acestui scop s-a folosit de toate mijloacele posibile: osanale ridicate șefului partidului, renegarea propriilor convingeri, atacuri furibunde la adresa opozanților liberali, intrigi și răfuieli interne în partid, etc. Astfel, într-un discurs din 1897, când Lascăr Catargiu era încă în viață și la șefia partidului, spunea despre acesta că este „cel mai harnic în muncă și cel mai deschis la orice progres. […] El se situează mai presus decât orice om politic și de stat, indiferent de partid, fiind o onoare pentru noi conservatorii că l-am dat României pe Lascăr Catargiu: Să trăiască Lascăr Catargiu!”:pp 621-623.
Totodată, nu va ezita să fie cel mai aprig susținător al marii proprietăți, mai partizan chiar decât latifundiarii din partidul conservator.
Take Ionescu, bursierul sărac, care fusese, precum afirma odinioară în Cameră, cel care mergea cu ghete sparte, se face acum avocatul marilor proprietari, spre a combate proiectul de lege pentru înființarea Casei Rurale. Astfel el susține că prin adoptarea proiectului de lege, țara nu va ajunge mai bogată ci mai săracă, deoarece va dispărea intempestiv și precipitat «unul din cele mai mari imbolduri la muncă, nevoia. Nimeni nu va mai fi îmboldit de foame».:pp 101-102:pp 64-83
Anastasie Iordache, Take Ionescu
Ion G. Duca a  a sintetizat cel mai bine această continuă luptă pentru șefia Partidului Conservator, care avea să ducă în cele din urmă chiar la dispariția acestuia:
Acum vreo 30 de ani au apărut pe firmamentul politic al României Mici trei tineri, ambiția cărora a fost șefia partidului conservator. Acești trei tineri se numeau Take Ionescu, Alexandru Marghiloman și Neculae Filipescu.
Pentru această șefie ei s-au zbătut, au repudiat idealuri, au jertfit convingeri, au nesocotit prietenii, au răbdat umilinți, au consimțit la întovărășiri nefirești, au făcut compromisiuni cu demnitatea și tranzacții cu morala. Au născocit, într-un cuvânt, tot ceea ce un scop atât de stăpânitor poate îndemna un suflet omenesc să întreprindă întru atingerea lui.:pp 13-132
--- Ion G. Duca, Amintiri politice

### Președinte al Partidului Conservator-Democrat

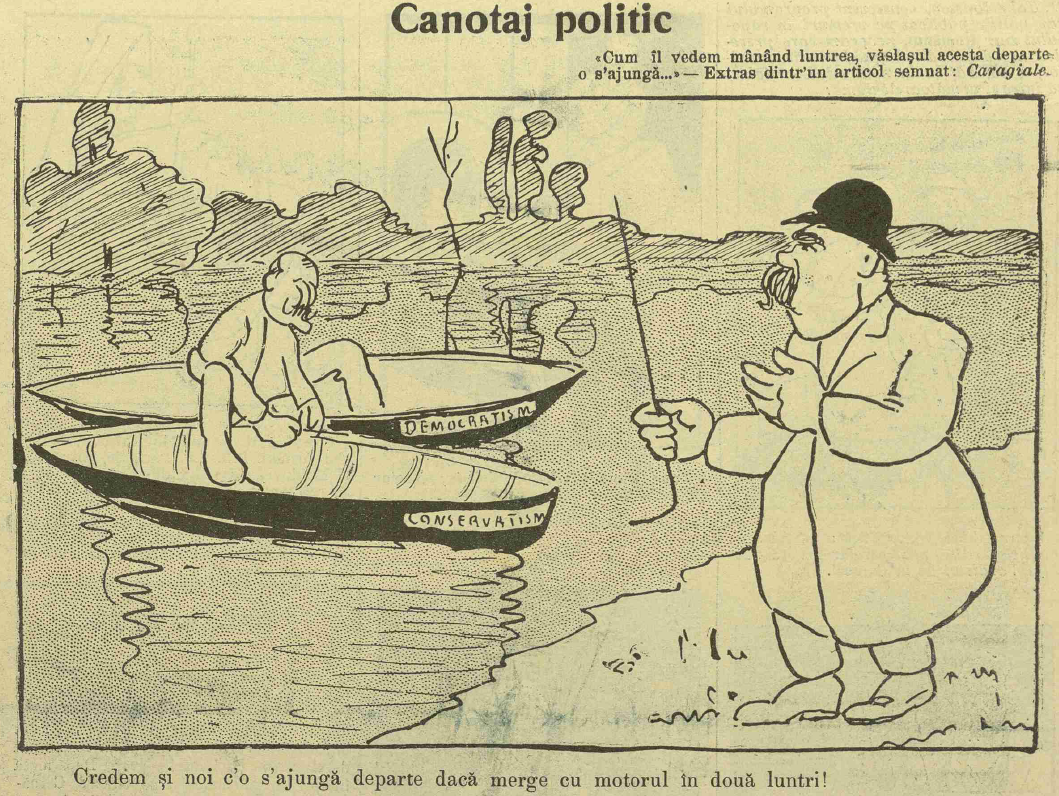
„Canotaj politic”, caricatură din revista Furnica

Răscoale din 1907 au avut un impact major asupra tuturor segmentelor societății românești, inclusiv în planul vieții politice, manifestat atât prin schimbarea în perioada următoare a conducerii celor două mari partide (Petre Carp la conservatori și Ionel Brătianu la liberali) cât și prin apariția unui al treilea partid important, Partidul Conservator-Democrat, condus de Take Ionescu
Manifestul privind înființarea partidului a fost publicat la 19 ianuarie 1908, iar la 3 februarie 1908, la sala Eforie se ține congresul de constituire, unde Take Ionescu este ales președinte al nou-înființatului partid.:p. 181
Vintilă Brătianu pune crearea noului partid pe seama „nivelului jos al luptelor noastre politice în această perioadă de înflorire a influenței takiste, îndeosebi decăderea și criza din partidul conservator care a ajuns să-și schimbe de patru ori, în opt ani, unii și aceiași șefi.”:p. 53. Totodată, el recunoaște însă și faptul că apariția noului partid are și o serie de cauze obiective, determinate de evoluția societății românești și anacronismul și lipsa de adaptare a Partidului Conservator la aceste noi realități. „Trebuie însă s-ă recunoaștem că pe lângă chestia personală a d-lui Take Ionescu, se caută să se rezolve și o chestie de interes general al partidului, aceea a privilegiilor în organizarea partidului, rămase azi numai vechilor boieri.  Take Ionescu reprezintă nevoia neînlăturabilă a acestei transformări.”:p. 54
Programul noului partid nu este foarte precis, urmărind să nu rupă complet legăturile cu Partidul Conservator, atât pentru a lăsa deschisă calea unor înțelegeri ulterioare, cât și pentru a putea atrage câți mai mulți conservatori în partid. „Take Ionescu este eclectic. Nu este nimic precis. Chiar în ce privește reforma electorală nu îndrăznește să, spună categoric care-i este reforma.”:p. 199
Ambiguitatea și versatilismul lui Take Ionescu și a concepțiilor sale politice erau surprinse și de I.G. Duca:
Sărmanul Take Ionescu, asta i-a fost veșnica osândă de când a intrat în partidul conservator, anume să recurgă la jumătăți de măsuri și la cele mai hermafrodite soluții fiindcă inteligența îi arăta că cerințele democratice ale vremurilor noastre nu pot fi înlăturate, iar necesitățile lui de partid și măruntele lui ambițiuni personale îi cereau mereu să jertfească pe altarul unui partid condamnat pieirii constatările evidente ale minții sale totuși pătrunzătoare.:p. 13
--- I.G. Duca, Amintiri politice

### Primul Război Mondial
Take Ionescu a fost unul dintre puținii oameni politici români cu o înțelegere cuprinzătoare a realităților și cu o viziune proprie asupra evoluției evenimentelor istorice. Edificator pentru acest aspect este ceea ce afirma în vara anului 1914, la izbucnirea războiului:
Acesta e război de cinci ani. Va intra Anglia, va intra Italia, vom intra noi și nu se poate să nu intre și America. Până și Japonia va intra. Va fi vai de omenire! Dar de un lucru sunt sigur: că Aliații vor fi definitiv victorioși și că voi vedea cu ochii România Mare. 
 Și vom vedea alte lucruri mari. Vom vedea multe tronuri prăbușindu-se; vom vedea născând atotputernicia Americii; vom vedea preponderența rasei anglo-saxone; vom vedea omenirea făcând un mare pas spre stânga, spre socialismul revoluționar. 
 Dar zguduirea generală va fi așa de formidabilă, că o sărăcie groaznică va stăpâni omenirea foarte mulți ani. Dintr-o criză vom intra într-alta. Și ține bine minte: generația mea și a ta va vedea România Mare, dar nu va mai vedea zile bune!
--- Take Ionescu, Cascada tronurilor
Take Ionescu a fost un susținător al intrării României în Primul Război Mondial, de partea Antantei. La 10 iulie 1917 a avut loc o remaniere guvernamentală, în urma căreia Partidul Conservator-Democrat condus de Take Ionescu a fost cooptat la guvernare, participând la votarea și aprobarea principalelor legi care vor reglementa societatea postbelică: legea reformei agrare și legea votului universal.:pp. 131
Pasiunea amoroasă pentru Adina Cordescu îl va determina pe Take Ionescu la gesturi politice aproape iraționale, neînțelese nici de tovarășii săi de partid, cum a fost acela de a se opune din toate puterile adoptării de către guvern a unei decizii de a se întreprinde o acțiune militară împotriva bandelor bolșevice care creau dezordine și debandadă în Moldova, în decembrie 1917. În urma adoptării acestei decizii își va prezenta demisia, în ciuda rugăminților unanime, inclusiv din partea regelui Ferdinand, de a nu comite acest gest. „Drama lui sufletească și rezistența lui îndârjită provenea din faptul că persoana care-i era scumpă, viitoarea doamnă Adina Take Ionescu, pe atunci încă doamna Cordescu, se afla în Rusia și că tremura pentru viața ei. Dacă doamna Cordescu s-ar fi aflat la Iași, fără îndoială că Take Ionescu ar fi fost cel dintâi care să ceară dezarmarea bolșevicilor și stârpirea periculosului focar revoluționar de la Socola. Dar iubirea fusese mai puternică decât raționamentul omului de stat și decât patrioticele sale îndatoriri.”:pp 14-15
În urma acțiunii energice conduse de generalul Constantin Prezan, bolșevicii au fost dezarmați și ordinea restabilită, „Take Ionescu căutând rușinat, un motiv de a reveni asupra demisiei.”:p. 49
După încheierea armistițiului cu Puterile Centrale, singura preocupare a lui Take Ionescu a reprezentat-o plecarea la Paris, unde reușise să ajungă între timp și doamna Cordescu. Va solicita guvernului român un tren special care să-l ducă la Paris pe el și unii din colaboratorii săi, pentru a face lobby pentru România. Autoritățile germane permit trecerea acestui tren, „Trenul Take Ionescu” cum va rămâne cunoscut în istorie, prin teritoriile aflate sub controlul lor, până în Elveția.:p. 172

### Conferința de Pace de la Paris
Referindu-se la activitatea grupului condus de Take Ionescu la Paris, Constantin Argetoianu nota cu ironie și sarcasm: „Fără altă plictiseală, coloana evadaților valahi a ajuns în perfectă stare la Paris, unde, a salvat țara și înfăptuit România Mare! Ce ne-am fi făcut noi într-adevăr dacă n-am fi avut la Paris pe Pavlică  Brătășanu, pe Ghiță Mironescu, pe Rabinrahat Fagure, pe Pascal Toncescu, pe Mimi Plesnilă - și mai mare peste toți pe Take Ionescu însoțit de Titulescu, pe vremurile acelea deja scopit dar încă simplu țucalisț”.

## Personalitatea lui Take Ionescu văzută de contemporani
Take Ionescu a fost una din personalitățile marcante ale vieții politice românești, de la sfârșitul secolului al XIX-lea și începutul secolului al XX-lea. Sterie Diamandi spunea că „a fost cel dintâi om politic în Țara Românească care, fără nume sonor, avere, relații de familie, îndrăznește în contra voinței unui suveran autoritar și cu prestigiu, cum era regele Carol I, să întemeieze un partid și să recolteze în opoziție succese fără precedent. Puțini oameni politici în Țara Românească au avut parte de partizani devotați până la fanatism ca Take Ionescu.”:p. 99
În aceeași măsură, el a avut și contestatari vehemenți și adversari politici implacabili. Aristocraticul Petre Carp îl considera un om politic fără caracter și onoare, spunând despre el că „așa cum nici talentul nu justifica toate încarnațiunile, nici frumusețea nu justifică toate prostituțiunile.”:p. 219
Un portret realizat cu metodele și mijloacele științei grafologiei îi face sociologul Henri Stahl, care a lucrat în epocă în calitate de șef al stenografilor de la Camera Deputaților. În viziunea sa, Take Ionescu era „un temperament mânat de o ambiție arzătoare, dominatoare, protegiuitoare, de o rară putere de inițiativă, impulsivă, nerăbdătoare, iritabilă, autoritară. Un om de talent, cu o minte practică, realizatoare, dar de o cultură insuficientă, și fără originalitate. Un mare impresionabil, care se deprimă ușor, până ce tenacitatea lui îl face să se agațe cu suplețe de noua situație care l-ar putea iar ridica. Principala sa valoare stă în caracterul său de om de acțiune.”:p. 24
Unele dintre lucrurile care i s-au reproșat constant lui Take Ionescu erau superficialitatea și inconstanța care îi caracterizau viața și activitatea, și care îl făceau să se risipească și să se piardă, adeseori, în lucruri mărunte. Scriitorul Nicolae Petrașcu, a surprins foarte plastic aceste aspecte:
Take Ionescu era într-o activitate continuă și neobosită care îl făcea să dicteze sau să indice, zilnic, două sau trei articole de gazetă; să primească 30-40 de persoane, cărora le da o satisfacție sau o speranță, să pledeze un ceas sau două la palatul de justiție; să meargă la Cameră și să ia cuvântul în toate chestiunile la ordinea zilei, să se întoarcă acasă unde-l așteptau alte persoane ce-i cereau consultații; să se ducă la întâlnirea politică de la Club sau de la un amic ca să discute proiectul de lege ce va prezenta sau va veni a doua zi în parlament; să asiste seara la serbarea cutărei Legațiuni; să dispară de acolo la 11 ceasuri, ca să se întoarcă acasă spre a-și desface corespondența personală și spre a dicta secretarilor săi răspunsurile și concluziile procesului de mâine; să continue a lucra singur noaptea, studiind o controversă de drept, citind articolele de gazetă îndreptate asupra-i, tăieturile din gazetele străine ce-i erau prezentate, foiletând revistele și cărțile sosite în timpul zilei; și, adeseori, să plece cu trenul seara în fundul Olteniei, sau al Moldovei pentru întrunirea politică, unde vorbea, împăca pe cei nemulțumiți, fixa o candidatură, lua parte la un banchet și revenea noaptea următoare ca să-și reia firul lucrărilor a doua zi.:pp 112-113
--- Nicolae Petrașcu, Take Ionescu
Nicolae Iorga, deși îl admira ca persoană, își exprima nedumerirea față de contradicția dintre personalitatea lui Take Ionescu și tarele pe care „takismul” și adepții săi le manifestau. „În jurul lui Take Ionescu, de o așa de amabilă dispoziție în a-și ajuta prietenii, de o calitate sufletească atât de sentimentală încât cu greu putea să refuze ceva, îngrozindu-se numai la gândul că prietenul refuzat ar putea să-i devie un neiertător adversar, se adunau oameni de tot felul, și mai buni și mai răi, cei din urmă impunându-se cu intriga sau cu forța, așa încât pentru intelectualitatea anilor 1900 «takismul»  ajunsese o groază, nedreptățind astfel, în mișcarea de revoltă, și tot ce era frumos, bun și nobil în cel ce ajunsese a nu se mai vedea ca persoană în obraznica îmbulzire a cohortei.”:pp 49-50
Atitudinea și activitatea sa pe timpul Primului Război Mondial și al Conferinței de Pace de la Paris aveau să reprezinte faptele care l-au consacrat și așezat în galeria oamenilor politici cu o contribuție substanțială la înfăptuirea și recunoașterea României Mari. După cum arăta I. G. Duca:
Se poate spune că în afară de Ion Brătianu tatăl, nici unul din oamenii publici ai României contemporane nu a reușit să închege prietenii mai entuziaste și să-și asigure devotamente mai desăvârșite decât Take Ionescu. Cu extraordinara sa putere de intuiție Take Ionescu a înțeles din prima clipă că a sunat ceasul cel mare al realizării visului nostru secular și, fără alte preocupări lăturalnice, a pus toată inteligența, tot talentul, toată munca lui în slujba înfăptuirii României Mari. Și astfel, Take Ionescu a putut aduce țării sale și neamului său în timpul neutralității, în timpul războiului și după război, servicii de o istorică însemnătate.:pp 116-118
--- I. G. Duca, Amintiri politice

## Controverse, neclarități și incertitudini

### „Takismul”

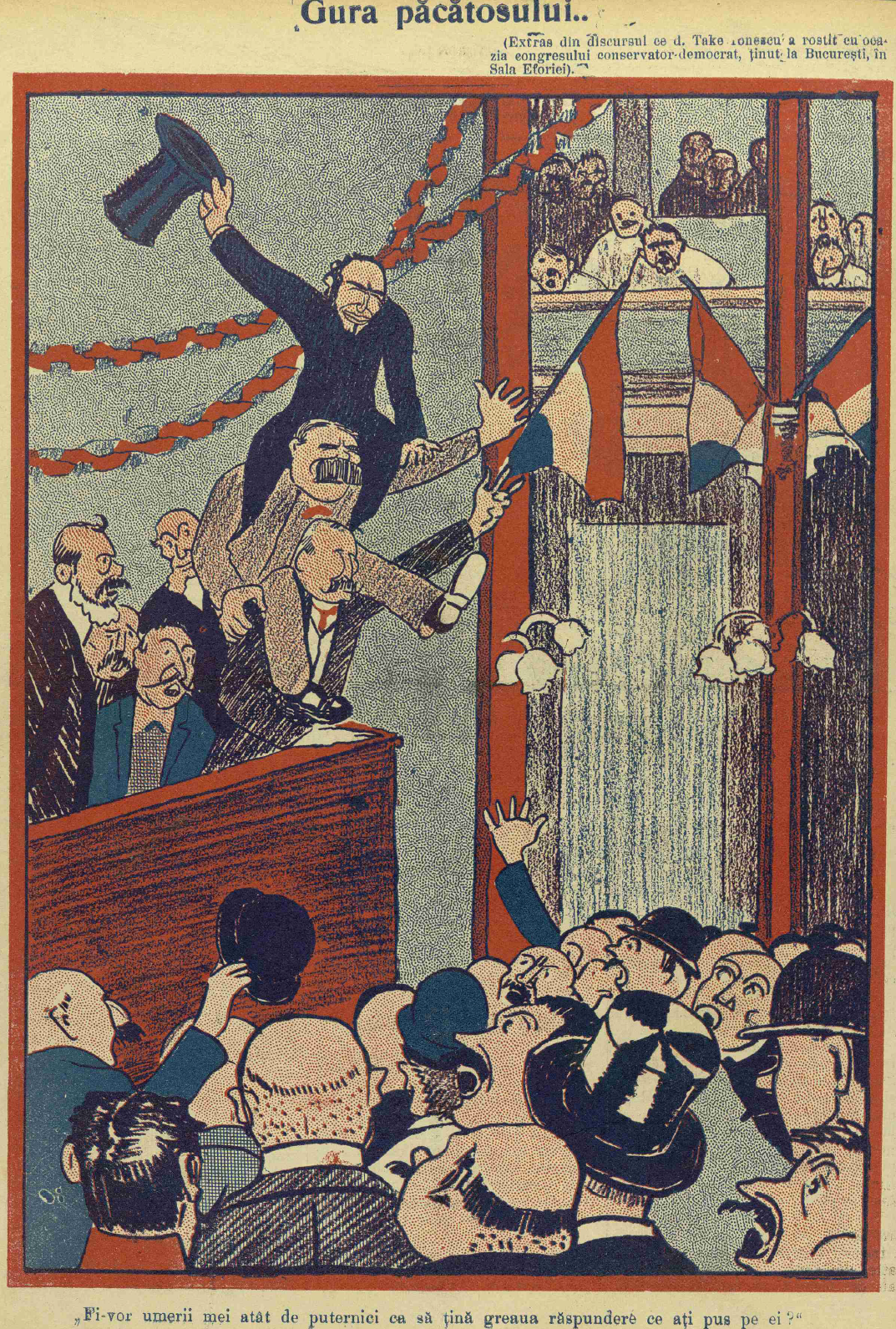
„Gura păcătosului”, caricatură din revista Furnica

Take Ionescu, deși personal cinstit și sărac, n-a știut să refuze nimic partizanilor săi, de cele mai multe ori mediocri, și făcând mai pe față ceea ce alte partide făceau mascat, a creat „takismul”.:p. 26 În discursul de la congresul de înființare a Partidului Conservator Democrat, ținut în sala Eforie din București, la 3 februarie 1908, Take Ionescu definea astfel ideologia noului partid: „Așezăm ideile conservatoare pe temelia democratică a țării, înălțăm un zid de care au să se spargă toate valurile anarhiei. Și as vrea în același timp să se știe că, dacă este aici democrația conservatoare, nu este aici nici un fel de demagogie.”:pp 217-218 Referindu-se la ideologia noului partid Nicolae Iorga arăta că „la 1908 asaltul turbat al neutilizaților și al acelora care credeau că nu li s-a dat tot ceea ce se datora talentelor, abilităților și serviciilor lor, a împins pe Take Ionescu, devenit cu sau fără voie șeful lor, să întemeieze un partid «democratic», în care «democrație» însemna: orice loc pentru oricine dacă se știe numai îmbulzi.”:pp 68-69. La rândul său Eugen Lovinescu conchidea că: „Un partid mai mult sau mai puțin n-are nici o importanță, dar cu el, omul a creat și «takismul», una din cele mai cumplite plăgi ce a cunoscut istoria noastră politică modernă.”
Tudor Arghezi a fost unul dintre cei mai virulenți critici ai takismului, despre care afirma că „induce murdărie, stricăciune, boală, contaminare […] este un hemoroid jenant și murdar sanghinolent.”
Takismul e o chestiune de psihologie socială a epocii noastre, și am zice chiar o nevroză, care se va înregistra în istoria politică a țării, în felul filoxerei în agricultură. N-am cunoscut încă de la 1907 încoace un singur om lipsit de merite și flămând de situații și de putere, care să nu aibă o vie simpatie pentru takism. Către takism au alergat toți nesățioșii, toți samsarii, toți nelegiuiții. Unul i-a făgăduit nevestei un automobil, altul s-a lăudat că-și va numi nepoatele directoare de școli, toți reprezintă un număr de interese egale cu câte o mândrie ascunsă. Takismul le-a spus tuturora: «Veniți la mine cei fără slujbe, cei fără ghete, cei fără automobil, cei fără proprietăți» - și aceștia au dat năvală, căci se alcătuia o lume a lor, exclusiv, un partid al lor.:pp 50-52
--- Tudor Arghezi, Takismul
Două dintre caracteristicile principale ale takismului, încă de la separarea de conservatori, le-au reprezentat sentimentul de persecuție și grandomania. După cum îi descria George Ranetti: „Takiștilor începuse să li se năzare că văd în fiecare membru al Clubului Conservator, cât de modest ca origine, cât de amabil ca maniere, un senior feudal care n-avea altă preocupare decât să-i ultragieze și să-i martirizeze zilnic pe ei, nenorociții fii ai poporului.”:p. 2. Tot marele umorist continuă arătând că: „Grandomania takiștilor a intrat imediat într-o criză și mai violentă. Li se părea că e prea puțin să-l numească pe d. Take Ionescu șef de partid. Ei au început deci să-i hărăzească epitetele cele mai hiperbolice, să-l divinizeze chiar. Așa, bunăoară: ziarul Acțiunea în numărul de marți 5 fevruarie, îl numește «acest om providențial» și «și geniul cel bun al  țării românești». Ziarul Ordinea din aceiași zi scrie că d. Tache Ionescu este «răsăritul unui soare, întruparea pământească a unui nou Mesia Mântuitor». Domnul M. Economu de la Craiova într-un discurs l-a comparat cu Ștefan cel Mare, iar domnul dr. Hurmuzescu de la Iași, nici mai mult nici mai puțin, cu Christos !!!”:p. 2
Nou înființatul partid condus de Take Ionescu a atras imediat pe toți cei care vedeau în el posibilitatea de a izbuti în viață, indiferent cum și prin ce mijloace. „Din toate părțile alergau tineri, care, în urma făgăduelilor ce li se dădeau, se vedeau cât de curâd prefect, primari, deputați, miniștri!”:p. 198. A rămas celebră în epocă afirmația solemnă pe care unul dintre membrii noului partid a făcut-o la o adunare electorală când „dând violent cu bastonul în dușumeaua localului, el scoase din ființa lui surescitată o frază în care takismul culminează : «Cînd o să venim la putere, urla cetățeanul, am să vînz și pietrele pavajului de pe stradă!»”:p. 52

### Agent de influență al unor puteri străine

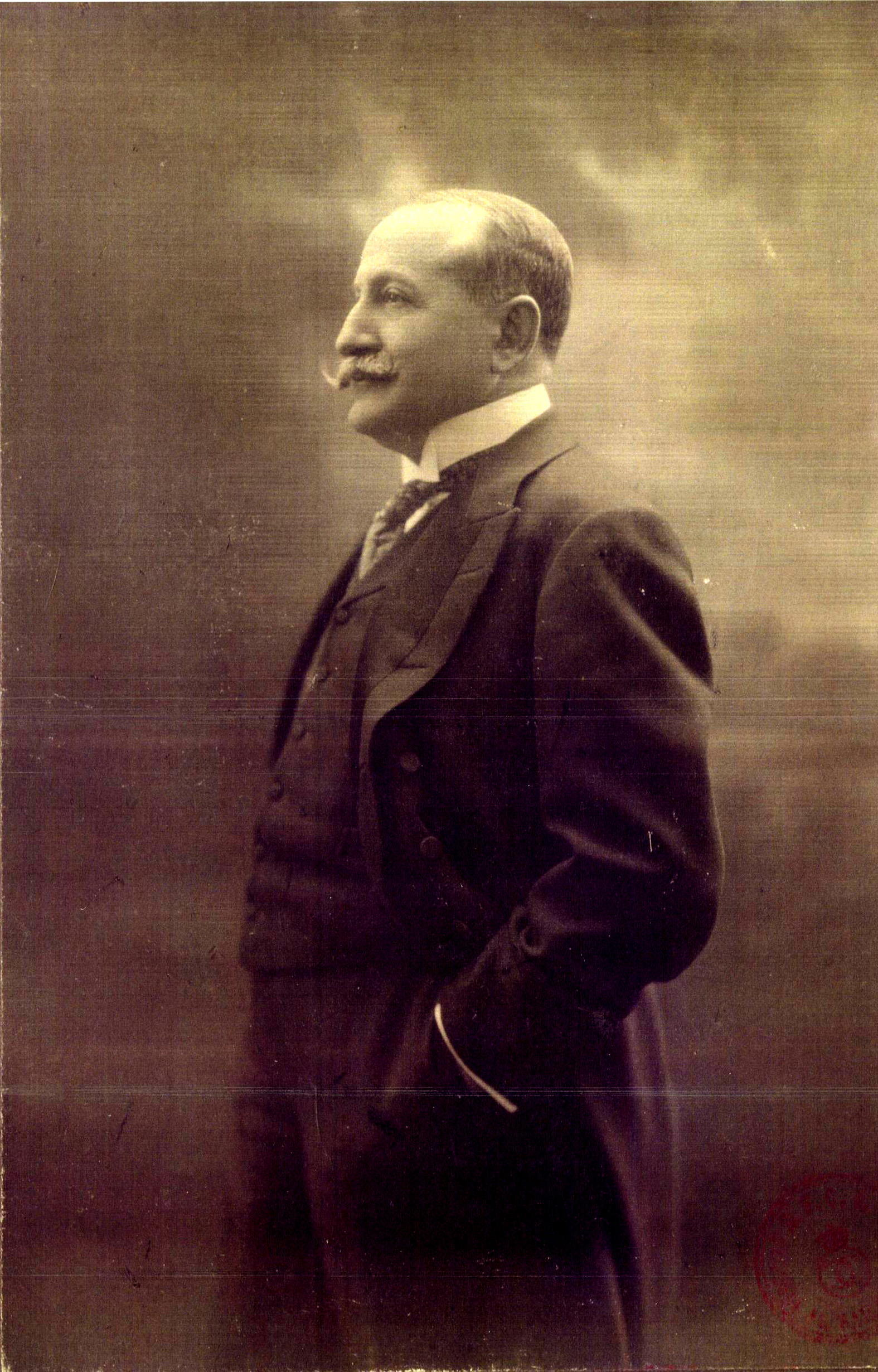
Prim ministru (1921-1922)

Take Ionescu a fost implicat în mai multe scandaluri politice în care a fost acuzat că și-ar fi folosit influența politică și jurnalistică pentru a sprijini interesele unor puteri străine, în schimbul obținerii de foloase materiale pentru sine și apropiații săi.
I. G. Duca menționa un episod din perioada neutralității,  în care guvernul refuzase o „ofertă de cumpărare a bunăvoinței” din partea reprezentantului Marii Britanii la București, în schimb „Take Ionescu, mai puțin scrupulos, primea pe atunci concursul rublelor rusești spre asigura bunăvoința "Universului" și, deși cam rușinat cel puțin - așa se explică secretul pe care îl cerea lui Pocklewski - nu se sfia să solicite pentru ziariștii săi devotați, Fermo și Honigmann, elixirul dătător de entuziasm al fondurilor secrete de la Petersburg”.:p. 203
Într-o telegramă secretă germană interceptată de către ruși și publicată după război de autoritățile bolșevice erau precizate și sumele pe care Take Ionescu le-ar fi primit pentru aceste servicii: „350.000 de ruble pentru cumpărarea ziarului «Universul», 100.000 de ruble pentru «Adevărul»,  «Dimineața» și «Național» și 50.000 de ruble pentru «La Roumanie»”.:p. 107:p. 306
Acordarea acestor stipendii de către Ambasada Rusiei la București a continuat și sub mandatul următorului ministru al Rusiei la București generalul Aleksandr Mossolov care în memoriile sale arăta că „domnul Take Ionescu era totdeauna la Legație «personna grata», care primea din când în când ajutoare financiare pentru partidul al cărui lider era”.:p. 74

### Moștenirea lui Take Ionescu
Soarta averii lui Take Ionescu, în condițiile lipsei unor urmași direcți, a stârnit o serie de controverse, în special după 1990. Se menționează existența unui presupus testament, prin care Take Ionescu menționa că: „Las întreaga mea avere, mobilă și imobilă, fără nici o rezervă, oriunde s-ar afla în țară sau străinătate, Academiei Române“.
Acest presupus testament ar fi dispărut din arhiva Academiei Române, cu complicitatea conducerii instituției, în vederea facilitării  unor retrocedări presupus frauduloase a imobilelor care i-au aparținut lui Take Ionescu.
Este vorba de cele două foste locuințe ale familiei din București, unde a funcționat ulterior Institutul de Etnografie și Folclor „Constantin Brăiloiu”, și „Vila Negoiu” din orașul Sinaia, unde a funcționat un cămin de copii, precum și fosta locuință a Adinei Ionescu situată în imobilul din Str. Arh. Ion Mincu nr. 19 din București, unde a funcționat o secție a Muzeului National de Artă.
Cert este însă că după 1922 aceste imobile au fost în posesia Adinei Ionescu, ca moștenitoare legitimă a lui Take Ionescu, în baza „jurnalului de trimitere în posesie No. 20362 din 15 decembrie 1922 al Trib. Ilfov S. III c.c. (dos. No. 2707/922)”. În această calitate, ea va vinde imobilul din strada Take Ionescu statului român contra unei rente viagere, în anul 1940, iar Vila Negoiu din Sinaia o va dona Eforiei Bisericii Kretzulescu, în 1948.
Aceste clădiri au făcut obiectul unor lungi și controversate procese de retrocedare după 1990, finalizate prin Hotărârea Curții Europene a Drepturilor Omului din Strasbourg, din 7 ianuarie 2003 și Decizia nr. 743 din 9 iunie 2011 a Curții de Apel București.

## Opere publicate
Așa cum preciza Eugen Lovinescu, „Take Ionescu nu a fost scriitor, în sensul că nu a scris poate nimic. În urma sa a lăsat totuși un număr considerabil de articole apărute în foile lui, în limba franceză și română, articole pe care le dicta redactorilor și secretarilor săi dimineața. Chiar și «Amintirile» ieșite în volum, în franțuzește și românește au fost tot dictate sub formă de articole de ziar. Interesante prin conținut, toate portretele lui nu trec de ziaristică informativă și nu se zărește nici urma talentului memorialistic și portretistic. Arta scrisului urmează totuși alte legi decât arta vorbirii.”:pp 113-114
Principalele lucrări publicate de Take Ionescu au fost::p. 102
- La cession des créances, Paris, 1878
- De la condition de l'enfant naturel dans la législation romaine, Paris, 1881
- Discursuri parlamentare, București, 1887
- La politique étrangère de la Roumanie, București, 1891
- Cestiunea macedoneană, București, 1897
- Deux ans de finances roumaines : 1899-1901 : pro domo, București, 1902

Opere apărute postum:
- Take Ionescu, Corespondența cu Adina: 1917-1921, Editura Ardealul,  Târgu-Mureș, 2010
- Take Ionescu, Amintiri - Discursuri pentru România, Editura Fundației PRO, București, 2005

## Moartea

Sarcofagul lui Take Ionescu la Mănăstirea Sinaia, operă a sculptorului Emil Wilhelm Becker, monument istoric

În timpul unei vizite în Italia în vara anului 1922, Take Ionescu s-a îmbolnăvit de febră tifoidă și a murit într-un sanatoriu de pe strada Via Toscana din Roma. Conform unor surse, el a contractat boala în Napoli, unde a mâncat o stridie infestată, și i s-a făcut rău în timp ce trecea prin Sicilia. Circumstanțele neobișnuite în care a murit au provocat interesul medicilor, fiind discutate de-a lungul anilor '20 în cercurile medicale ca fiind „boala Take Ionescu”.
După ce s-a întors de la Liga Națiunilor din Geneva, Brătianu i-a făcut o vizită muribundului Ionescu, căruia i-a recunoscut meritele proiectelor balcanice („Ai avut dreptate domnule Ionescu. Am avut prilejul să văd acum în haosul de la Geneva de ce mare folos ne-a fost alcătuirea și solidaritatea Micii Înțelegeri”).
Trenul care i-a transportat rămășițele a fost primit cu urale de oficialii sârbi, în timp ce acesta le traversa țara. Ajuns la București, trenul a fost întâmpinat de alte locomotive care și-au sunat sirenele la unison, din semn de respect. Sicriul, înfășurat în drapelul României, a fost depus la Ateneul Român, unde a rămas timp de mai multe zile. Cortegiul funerar, condus de Regele Ferdinand, a acompaniat sicriul, situat pe un cheson, până la Gara de Nord din București, de unde a fost transportat pentru a fi îngropat la Sinaia, la 30 iunie 1922.
Cavoul de marmură al lui Ionescu este plasat în curtea veche a mănăstirii Sinaia, lângă paraclis, într-un mic gang ce străpunge latura de nord pe sub clopotnița-turn, dând spre cimitirul mănăstirii. Pe pereții acestuia au fost inscripționate citate din discursurile sale, iar în vecinătatea acestuia a fost plantat un brad de către un grup de revoluționari. Situl funerar fusese donat de statul român Alexandrinei Ecaterina Woroniecki.